# Lista de jornais e revistas de Moçambique
Lista de jornais e revistas moçambicanos:

## Diários
- Notícias — publicado em Maputo, fundado em 15 de Abril de 1926 (o mais antigo e de maior circulação)
- Correio da Manhã

## Semanários
- Savana
- A Verdade

## Revistas
- Exame
- Tempo [fr] [en] [de]